# Siv Widerberg
Pour les articles homonymes, voir Widerberg.
Siv Widerberg, née à Bromma le 12 juin 1931 et morte le 24 décembre 2020, est une écrivain et journaliste suédoise. Elle est docteur honoris causa de l'université d'Umeå,.
Elle a travaillé en tant que professeur (1951-1955) et journaliste (1955-1965) avant de devenir un écrivain indépendant. Elle a été membre de l'Académie suédoise du livre pour les enfants.

## Œuvres
| - 1960 – Östergötlands läns hemslöjdsförening 1910–1960 - 1966 – Snart sjutton - 1966 – Gertrud på daghem - 1967 – Apropå mej - 1967 – Åkes trafikskola - 1968 – Allt möjligt - 1968 – Se upp, moln! - 1968 – Alldeles vanliga Hjalmar och Hedvig - 1969 – Agneta och Björn - 1969 – En syl i vädret - 1969 – Min bästa vän - 1970 – Ett enda stort ljug? - 1971 – Jag heter Siv - 1972 – Nya byxor och gamla - 1973 – Sören och Ingrid - 1974 – Vi är många - 1975 – Folkets kraft är stor - 1976 – Klass 6 D, Sverige, Världen - 1977 – Klass 6 D, Sverige, Världen som tårtbitar - 1978 – Klass 7 A - 1979 – Men om du inte tror mej | - 1979 – Klass 8 A och B - 1980 – Flyga ur boet - 1980 – Nian - 1980 – Daghemmet Rödmyran - 1981 – Skriv snart! - 1983 – Hasse - 1983 – Som sagt var - 1984 – Hasses andra bok - 1984 – Den stora systern - 1985 – Hasse och den rosa pantern - 1985 – Varma tassar, vassa tänder - 1986 – Skriv en dikt (avec Gunna Grähs) - 1986 – Flickan som inte ville gå till dagis (ill. Cecilia Torudd) - 1987 – Det var en gång en mamma och en pappa - 1987 – En otrolig historia? - 1988 – Lek med mej! - 1989 – Jag är jag - 1989 – Flickan som gick vilse - 1989 – Barnbarnsramsor - 1990 – Pojken och hunden - 1991 – Hej, mej! | - 1991 – När jag var barn - 1991 – Plötsligt en dag - 1992 – Sova över (avec Anna-Clara Tidholm) - 1993 – Andas, finnas, leva livet - 1994 – Se, så många barn! - 1996 – Blandade känslor - 1996 – Bråttombråttom - 1997 – Nej! Lägg av! - 1997 – Flickan som inte tyckte om att slåss (avec Lisa Örtengren) - 1999 – Måste vara modig - 1999 – Så många tårar - 2000 – Vända livet - 2002 – Ge hit mobilen! - 2003 – stolar, stolar, stolar - 2003 – kuddar, kuddar, kuddar - 2004 – snö snö snö - 2005 – Hinkar, spadar, krattor - 2005 – Räkna med tvillingarna - 2006 – Ingen är så söt som du ;-) - 2008 – Valpar till salu - 2011 – Den långa sömnen |

## Prix
- 1968 : Litteraturfrämjandets stipendiat
- 1978 : prix Nils-Holgersson
- 1983 : Astrid Lindgren-priset
- 2001 : Gulliver-priset
- 2007 : Rebells Fredspris
- 2011 : Eldsjälspriset